# Célestin Deliège
Célestin Deliège est un musicologue belge né le 29 octobre 1922 à Liège et mort le 18 avril 2010 à Bruxelles.

## Biographie
Professeur d'analyse musicale au conservatoire de Liège de 1971 à 1988, il mène une réflexion sur l'évolution de la musique du XXe siècle.
Il a publié pendant plus de 40 ans des articles et des ouvrages sur la musicologie, et en particulier ses entretiens avec Pierre Boulez en 1975.
Un film documentaire, Ecce Homo, de Guy-Marc Hinant, lui a été consacré en 2011.